# Alegeri locale în Republica Moldova, 2007

Rezultatele pe fiecare unitate administrativ-teritorială

Pe 3 iunie 2007 în Republica Moldova s-a desfășurat votarea în alegerile locale. 2,5 milioane de cetățeni cu drept de vot au fost așteptați la urne să-și aleagă primarii, în număr de aproape 900, tot atâtea consilii locale și cele 32 de consilii raionale și două municipale, Chișinău și Bălți. Rata de participare înregistrată la închiderea secțiilor de votare (ora 21:00) a fost de 48%, ceea ce este suficient pentru a considera valabile alegerile locale generale 2007. 
Nu au votat însă cetățenii din stânga Nistrului. Candidații care nu au obținut majoritatea au participat la un al doilea tur de scrutin, pe 17 iunie.
La alegerile locale precedente desfășurate în 2003, în votul de la consiliile raionale și municipale, Partidul Comuniștilor a obținut 48% din sufragii, Alianța Moldova Noastră 20%, Partidul Popular Creștin Democrat 8,8% și Partidul Democrat 7,6%.

## Monitorizare
Opoziția, organizațiile non-guvernamentale și chiar observatorii internaționali au avertizat că scrutinul din 3 iunie riscă să fie incorect și doar parțial liber.

### Procesul electoral
S-au înregistrat o serie de tendințe pozitive în activitatea Comisiei Electorale Centrale (CEC), îndeosebi prin luări de atitudini legale față de unii concurenți electorali și față de contestațiile depuse, instruirea funcționarilor electorali și implicarea în acest proces a unor organizații obștești calificate din Moldova. De asemenea, s-au dovedit a fi eficiente emisiunile de dezbateri publice la instituțiile media locale și naționale. În pofida faptului că PCRM a renunțat public să participe la asemenea emisiuni, dezbaterile publice contribuie în cel mai direct mod la informarea din prima sursă a electoratului referitor la programele electorale propuse de concurenții electorali.
De la începutul campaniei, la CEC au fost depuse 75 de contestații din partea concurenților electorali. Comisia Electorală Centrală s-a remarcat prin emiterea unor avertismente publice la adresa concurenților electorali printre care cel referitor la anularea înregistrării cu nr. 1 pe lista electorală a concurentului din partea PCRM în municipiul Bălți; atenționarea Companiei publice „Teleradio-Moldova” care a fost sesizată că ar favoriza partidul de guvernământ; recomandarea publică dată președintelui Parlamentului, Marian Lupu, prin care se solicită de a utiliza înalta funcție de răspundere pe care o deține și mijloace și bunuri publice pentru susținerea și promovarea candidaților PCRM. Prin aceeași decizie, CEC a atenționat primăria orașului Telenești să asigure condiții egale tuturor concurenților electorali privind desfășurarea întâlnirilor cu alegătorii. De asemenea, Consiliul raional Telenești a fost avertizat privind cheltuirea banilor publici și favorizarea PCRM. La fel, și PCRM a fost avertizat să nu utilizeze mijloace și bunuri publice pentru promovarea și susținerea candidaților săi.
CEC a luat atitudine în disputa PCRM și PPCD privind organizarea unor manifestații în Piața Marii Adunări Naționale în ultima zi de campanie, pe 1 iunie.
Deși înregistrarea candidaților la funcțiile de primari, consilieri locali, raionali, și municipali s-a încheiat acum o lună, nu există deocamdată o statistică la CEC despre numărul pe țară al candidaților la funcțiile respective.

### Mass media
În mass media din Republica Moldova se atestă o creștere a volumului de știri favorizante pentru partidul de guvernământ, difuzate de posturile publice TV Moldova 1, Radio Moldova și de posturile private NIT și Antena C. Postul N4 se afirmă pe aceeași poziție de prezentare a realității într-un mod care să nu prejudicieze imaginea partidului de guvernământ și șansele electorale ale acestuia. Euro TV s-a postat de partea PPCD în disputa cu PCRM asupra Pieței Marii Adunări Naționale și a reflectat acțiunile cu tentă electorală ale PPCD în campania de sprijinire a președintelui României, Traian Băsescu. Vocea Basarabiei, Pro TV Chișinău, TV7 au fost posturile care au oferit acces formațiunilor de opoziție și au prezentat unele știri din unghiuri critice. Russkoe Radio a demonstrat o atitudine de implicare slabă în campania electorală, iar în ultimele zile - o ușoară înclinare de a favoriza indirect PCRM. În ceea ce privește presa scrisă, situația este asemănătoare: Flux-ul a favorizat PPCD-ul, Moldavskie vedomosti – PPR, Săptămîna – AMN, iar Jurnal de Chișinău a publicat un material favorizant pentru Vladimir Filat, candidatul PDM. Câteva publicații private – Săptămîna, Observatorul de Nord (Soroca), Unghiul (Ungheni) și SP (Bălți) au redus volumul materialelor critice la adresa puterii, mărind în schimb spațiul dedicat publicității electorale.

### Scrutinul
Concluzia generală a „Coaliției 2007”, o alianță de organizații neguvernamentale care au monitorizat alegerile locale din 3 iunie 2007 este că acestea nu au întrunit criteriile internaționale pentru a fi declarate libere și corecte. Potrivit membrilor Coalitiei, procesul de vot a înregistrat o serie de încălcări care au afectat integritatea acestuia. Mihai Godea, secretarul coaliției, a spus că deși prevederile codului electoral au fost respectate, spiritul legii a fost neglijat. El afirmă că în unele localități, Comisia Electorală Centrală va anula alegerile pentru că buletinele electorale au fost întocmite greșit. Totodată, au fost înregistrate multiple cazuri în care s-a votat fără acte de identitate, în special în autonomia găguză.

## Rezultate

### Național
Rezultatele finale anunțate la ora 8:00, 7 iunie 2007, de către Comisia Electorală Centrală, după prelucrarea tuturor voturilor alegătorilor sunt:
| Partide și coaliții                           | Abr.   | Consilii raionale și municipale | %      | Consilii orășenești și sătești | %            | Primari   | %      |
| --------------------------------------------- | ------ | ------------------------------- | ------ | ------------------------------ | ------------ | --------- | ------ |
| Partidul Democrat din Moldova                 | PDM    | 112 142                         | 9,73%  | 103 467                        | 10,8%        | 99 310    | 10,35% |
| Partidul Comuniștilor din Republica Moldova   | PCRM   | 395 585                         | 34,32% | 320 447                        | 33,45%       | 287 133   | 29,92% |
| Alianța Moldova Noastră                       | AMN    | 193 290                         | 16,77% | 167 266                        | 17,46%       | 151 133   | 15,75% |
| Partidul Legii și Dreptății                   | PLD    | 9 959                           | 0,86%  | 7 188                          | 0,75%        | 5 080     | 0,53%  |
| Partidul Popular Creștin Democrat             | PPCD   | 98 201                          | 8,52%  | 77 623                         | 8,1%         | 66 003    | 6,88%  |
| Partidul Liberal                              | PL     | 55 572                          | 4,82%  | 14 432                         | 1,51%        | 13 743    | 1,43%  |
| Partidul Social-Liberal                       | PSL    | 36 622                          | 3,18%  | 32 575                         | 3,4%         | 29 817    | 3,11%  |
| Partidul Social Democrat din Moldova          | PSDM   | 43 355                          | 3,76%  | 32 534                         | 3,4%         | 32 359    | 3,37%  |
| Partidul Ecologist Alianța Verde din Moldova  | PEMAVE | 1 883                           | 0,16%  | 877                            | 0,09%        | 431       | 0,04%  |
| Partidul Popular Republican                   | PPR    | 28 388                          | 2,46%  | 29 669                         | 3,1%         | 31 308    | 3,26%  |
| Uniunea Centristă din Moldova                 | UCM    | 16 676                          | 1,45%  | 14 188                         | 1,48%        | 14 771    | 1,54%  |
| Partidul European                             | PE     | 2 078                           | 0,18%  |                                |              | 1         | 0%     |
| Partidul Umanist din Moldova                  | PUM    | 13 728                          | 1,19%  | 4 908                          | 0,51%        | 4 008     | 0,42%  |
| Partidul Dezvoltării Spirituale Moldova Unită |        |                                 |        | 388                            | 0,04%        | 331       | 0,03%  |
| Partidul Democrației Sociale din Moldova      | PDSM   | 55 129                          | 4,78%  | 44 137                         | 4,61%        | 41 942    | 4,37%  |
| Partidul Conservator                          | PC     | 2 860                           | 0,25%  | 543                            | 0,06%        | 722       | 0,08%  |
| Partidul Național Liberal                     | PNL    | 15 571                          | 1,35%  | 8 997                          | 0,94%        | 8 510     | 0,89%  |
| Blocul electoral Patria-Родина — Равноправие  |        | 21 167                          | 1,84%  | 17 669                         | 1,84%        | 18 481    | 1,93%  |
| Uniunea Muncii Patria-Родина                  | UMPR   | 697                             | 0,06%  |                                |              | 179       | 0 02%  |
| Partidul Socialist din Moldova                |        |                                 |        | 803                            | 0,08%        | 454       | 0,05%  |
| Partidul Agrar din Moldova                    |        |                                 |        | 364                            | 0,04%        | 339       | 0,04%  |
| Mișcarea Profesioniștilor Speranța-Надежда    |        |                                 |        |                                |              | 118       | 0 01%  |
| Partidul Republican din Moldova               |        |                                 |        | 220                            | 0,02%        | 71        | 0,01%  |
| Candidați independenți                        |        | 50 772                          | 4,41%  | 80 259                         | 8,38%        | 141 760   | 14,77% |
| Total (participare %)                         |        | 48%                             | din    | totalul                        | alegătorilor | moldoveni |        |

### Rezultatele pentru consiliile raionale și municipale
| Unitate Teritorială | Prezență | PCRM   | AMN    | PDM    | PPCD   |
| ------------------- | -------- | ------ | ------ | ------ | ------ |
| Municipiul Bălți    | 36,25%   | 47,58% | 3,27%  | 2,22%  | 5,43%  |
| Municipiul Chișinău | 37,17%   | 26,48% | 12,19% | 6,79%  | 6,92%  |
| Anenii Noi          | 54,72%   | 31,27% | 22,99% | 6,44%  | 13,16% |
| Basarabeasca        | 69,99%   | 40,65% | 16,62% | 5,49%  | 2,51%  |
| Briceni             | 60,59%   | 55,36% | 12,23% | 10,83% | 8,46%  |
| Cahul               | 57,24%   | 24,77% | 18,58% | 7,75%  | 11,11% |
| Cantemir            | 66,40%   | 29,08% | 18,80% | 20,37% | 7,27%  |
| Călărași            | 53,13%   | 35,77% | 23,16% | 6,31%  | 10,53% |
| Căușeni             | 53,63%   | 29,48% | 21,26% | 11,65% | 11,66% |
| Cimișlia            | 64,55%   | 34,33% | 23,32% | 10,23% | 11,58% |
| Criuleni            | 57,74%   | 24,57% | 21,01% | 20,02% | 10,08% |
| Dondușeni           | 63,46%   | 44,15% | 14,52% | 8,33%  | 11,79% |
| Drochia             | 57,01%   | 40,88% | 21,97% | 5,07%  | 6,44%  |
| Dubăsari            | 45,22%   | 42,72% | 20,97% | 10,88% | 3,00%  |
| Edineț              | 59,61%   | 42,39% | 10,61% | 23,02% | 4,86%  |
| Fălești             | 60,68%   | 34,59% | 9,80%  | 7,81%  | 7,97%  |
| Florești            | 69,43%   | 48,09% | 11,45% | 17,00% | 7,03%  |
| Glodeni             | 57,15%   | 34,95% | 16,77% | 4,70%  | 6,95%  |
| Hîncești            | 64,05%   | 39,60% | 16,02% | 12,29% | 9,07%  |
| Ialoveni            | 50,23%   | 26,18% | 24,10% | 20,90% | 12,08% |
| Leova               | 61,23%   | 41,54% | 29,87% | 9,60%  | 6,14%  |
| Nisporeni           | 63,09%   | 25,78% | 24,23% | 11,50% | 8,61%  |
| Ocnița              | 66,27%   | 53,06% | 14,37% | 15,96% | 3,03%  |
| Orhei               | 54,59%   | 20,24% | 14,52% | 8,57%  | 7,03%  |
| Rezina              | 63,17%   | 44,30% | 13,29% | 8,59%  | 10,18% |
| Rîșcani             | 57,76%   | 43,63% | 20,00% | 8,47%  | 8,01%  |
| Sîngerei            | 55,67%   | 38,22% | 25,52% | 2,64%  | 8,97%  |
| Soroca              | 61,83%   | 38,99% | 23,34% | 9,49%  | 3,64%  |
| Strășeni            | 52,54%   | 26,85% | 20,64% | 7,31%  | 11,77% |
| Șoldănești          | 64,31%   | 35,64% | 19,54% | 13,29% | 13,51% |
| Ștefan Vodă         | 56,86%   | 31,79% | 18,39% | 9,79%  | 20,85% |
| Taraclia            | 60,01%   | 36,96% | —      | 11,81% | 2,39%  |
| Telenești           | 60,69%   | 30,73% | 22,82% | 10,01% | 15,17% |
| Ungheni             | 57,18%   | 31,78% | 17,55% | 5,02%  | 6,53%  |
| Total               | 52,25%   | 34,18% | 16,79% | 9,74%  | 8,50%  |

Harta prezenței la vot pe raion
Rezultatele pentru Partidul Comuniștilor din Republica Moldova pe raioane:      50–60%     40–50%     30–40%     20–30%
Rezultatele pentru Alianța ”Moldova Noastră” pe raion:      20–30%     10–20%     0–10%
Rezultatele pentru Partidul Democrat din Moldova pe raion:      20–30%     10–20%     0–10%
Rezultatele pentru Partidul Popular Creștin Democrat pe raion:      20–30%     10–20%     0–10%

### Chișinău
Rezultatele finale anunțate la ora 16:00, 6 iunie 2007, de către Comisia Electorală Centrală, după prelucrarea tuturor voturilor alegătorilor sunt:
| Nume                 | Partid | Voturi | %      |
| -------------------- | ------ | ------ | ------ |
| Veaceslav Iordan     | PCRM   | 59 363 | 27,72% |
| Dorin Chirtoacă      | PL     | 52 104 | 24,33% |
| Leonid Bujor         | AMN    | 20 915 | 9,77%  |
| Vladimir Filat       | PDM    | 17 823 | 8,32%  |
| Dumitru Braghiș      | PDSM   | 17 031 | 7,95%  |
| Alexandru Corduneanu | PPCD   | 12 333 | 5,76%  |
| Participare %        |        | 30,24% |        |

| Nume             | Partid | Voturi  | %      |
| ---------------- | ------ | ------- | ------ |
| Dorin Chirtoacă  | PL     | 130 181 | 61,17% |
| Veaceslav Iordan | PCRM   | 82 653  | 38,83% |
| Participare %    |        | 36,26%  |        |

| Partide și coaliții                          | Abr. | Voturi | %      | Mandate |
| -------------------------------------------- | ---- | ------ | ------ | ------- |
| Partidul Comuniștilor din Republica Moldova  | PCRM | 55 709 | 26,64% | 16      |
| Partidul Umanist din Moldova                 | PUM  | 7 342  | 3,51%  | 2       |
| Alianța Moldova Noastră                      | AMN  | 25 640 | 12,26% | 7       |
| Partidul Democrat din Moldova                | PDM  | 14 279 | 6,83%  | 4       |
| Partidul Popular Creștin Democrat            | PPCD | 14 481 | 6,92%  | 4       |
| Partidul Social Democrat din Moldova         | PSDM | 7 073  | 3,38%  | 2       |
| Partidul Liberal                             | PL   | 38 280 | 18,31% | 11      |
| Partidul Național Liberal                    | PNL  | 6 079  | 2,91%  | 1       |
| Blocul electoral Patria-Родина — Равноправие |      | 6 879  | 3,29%  | 1       |
| Partidul Democrației Sociale din Moldova     | PDSM | 10 979 | 5,25%  | 3       |
| Participare %                                |      | 30,24% |        |         |

## Analize
Rezultatele finale ale alegerilor din 3 iunie confirmă declinul Partidului Comuniștilor la nivelul Republicii Moldova.
Conform datelor finale cumulate privind voturile valabil exprimate pentru consiliile raionale și municipale, Partidul Comuniștilor din Republica Moldova, care a acumulat 34,32% din numărul total de voturi, rămâne cel mai mare partid comunist din Europa și singurul care se află la guvernare într-un cabinet monocolor. Totuși, comuniștii au înregistrat o pierdere de aproximativ 14 procente față de scrutinul precedent din 2003. Alianța Moldova Noastră a pierdut, la rândul ei, peste trei la sută, însă acest lucru se datorează și faptului că față de acum patru ani două partide care făceau parte din alianță, și anume Partidul Democrației Sociale din Moldova și Partidul Național Liberal, s-au desprins și au participat singure pe listele electorale acumulând împreună peste șase procente. 
Partidul Democrat din Moldova a înregistrat o creștere cu puțin peste două procente față de alegerile din 2003 acumulând 9,73% din totalul voturilor exprimate. Creștin-democrații au înregistrat și ei un ușor declin (8,52% față de 8,87% în 2003), datorat și scorului electoral slab înregistrat în municipiul Chișinău. Partidul Liberal, care a candidat pentru prima oară pe liste proprii, a obținut 4,82%. Performanța s-a datorat în mare parte rezultatului obținut la Chișinău, unde PL a înregistrat 18%, iar candidatul său Dorin Chirtoacă s-a calificat în al doilea tur de scrutin unde a ieșit învingător în urma confruntării cu reprezentantul comuniștilor, Veaceslav Iordan. În imediata apropriere a PL se află Partidul Democrației Sociale din Moldova, condus de Dumitru Braghiș.
Majoritatea candidaților de opoziție au chemat la susținerea candidaților non-comuniști pentru turul secund. Liderul Alianței Moldova Noastră, deputatul Serafim Urecheanu, a lansat un apel către partidele non-comuniste să se coalizeze în vederea obținerii victoriei în turul doi al alegerii primarilor, precum și pentru constituirea unor majorități în consiliile raionale. Similară a fost și poziția Partidului Democrat, care a subliniat că „este evident că rezultatul acestor alegeri este unul anti-comunist”. Declarația lui Iurie Roșca, președintele PPCD, survenită după publicarea primelor rezultate parțiale ale alegerilor, prevedea faptul că „PPCD va participa la formarea unor alianțe postelectorale în consiliile locale de nivelul întâi și doi doar cu partidele democratice și nu va admite crearea unor majorități ad-hoc cu Partidul Comuniștilor”.
Rezultatele alegerilor arată că, cel puțin în teorie, opoziția deține 52% din opțiunile de vot, repartizate pe curente politice astfel: curentul comnunist 34%, curentul liberal 26%, curentul social-democrat 18% și curentul creștin democrat 8,5% din voturi. Curentele liberal și creștin-democrat au în comun o atitudine pro-românească, dar nu neapărat pro-unionistă. Curentul social-democrat are o poziției ambiguă legată de chestiunea identitară etno-lingvistică moldovenească.
Cu toate că Partidul Comuniștilor continuă să dețină cel mai mare număr de primari (328 dintr-un total de 898 de mandate, adică aproximativ o treime), acesta este în scădere față de numărul de fotolii de primari din 2003 cu aproximativ 40 de mandate. Alianța Moldova Noastră a resimțit la rândul ei o scădere puternică obținând 155 de mandate (față de 191 în 2003). Partidul Democrat s-a menținut relativ constant cu 78 de mandate (+5), în timp ce creștin-democrații au obținut la aceste alegeri 62 de mandate de primar, cu 40 mai multe decât în 2003.